# Vislanka
Vislanka (węg. Pusztamező, ukr. Wizranka) – wieś (obec) na Słowacji w kraju preszowskim, powiecie Lubowla. Tworzy zwartą zabudowę po obydwu stronach potoku Vislanka. Pod względem geograficznym teren ten zaliczany jest do rejonu Ľubotínska pahorkatina w obrębie Šariša. Pierwsza wzmianka pisemna o miejscowości pochodzi z roku 1773.

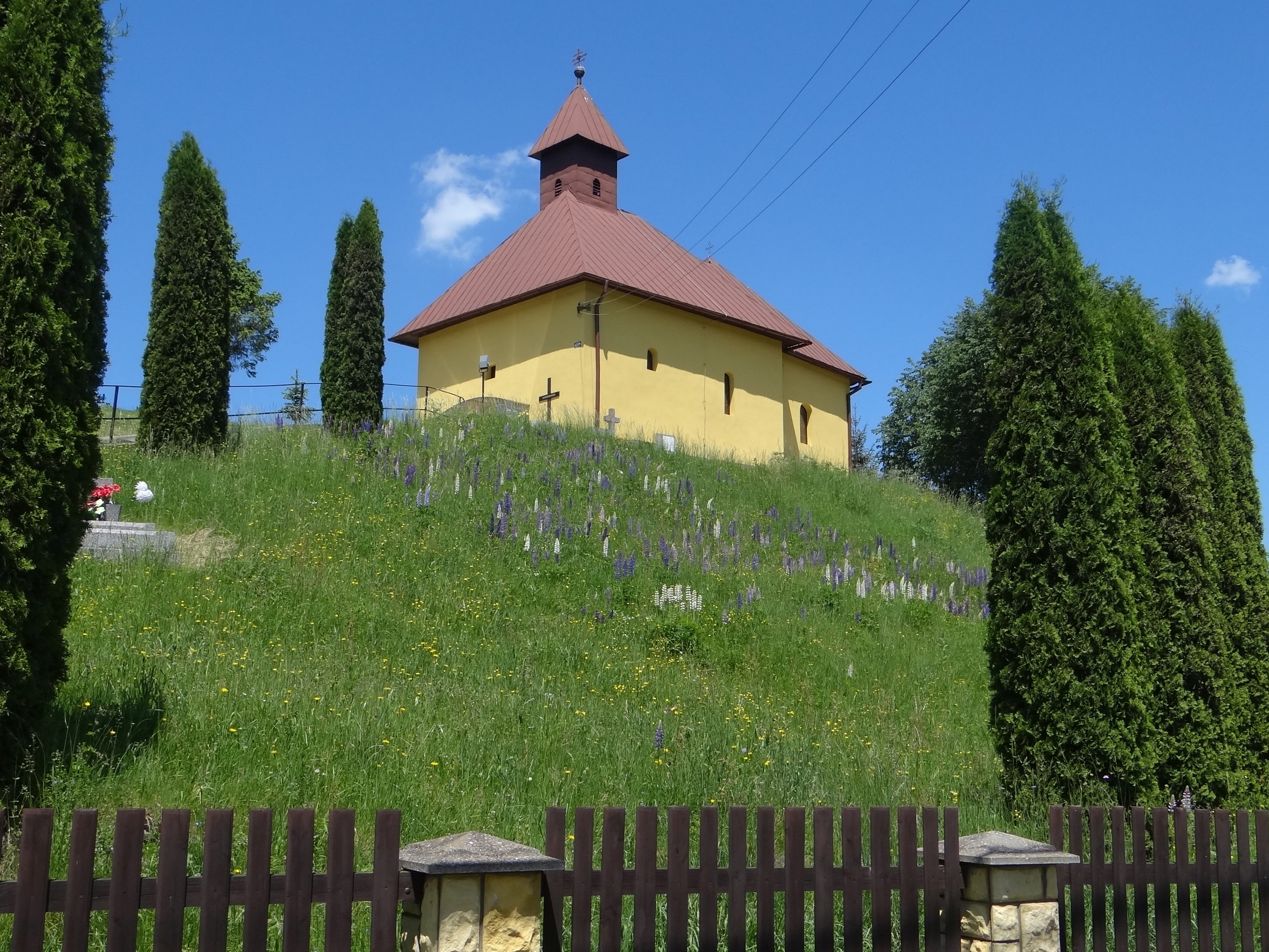
Cerkiew grecko-katolicka
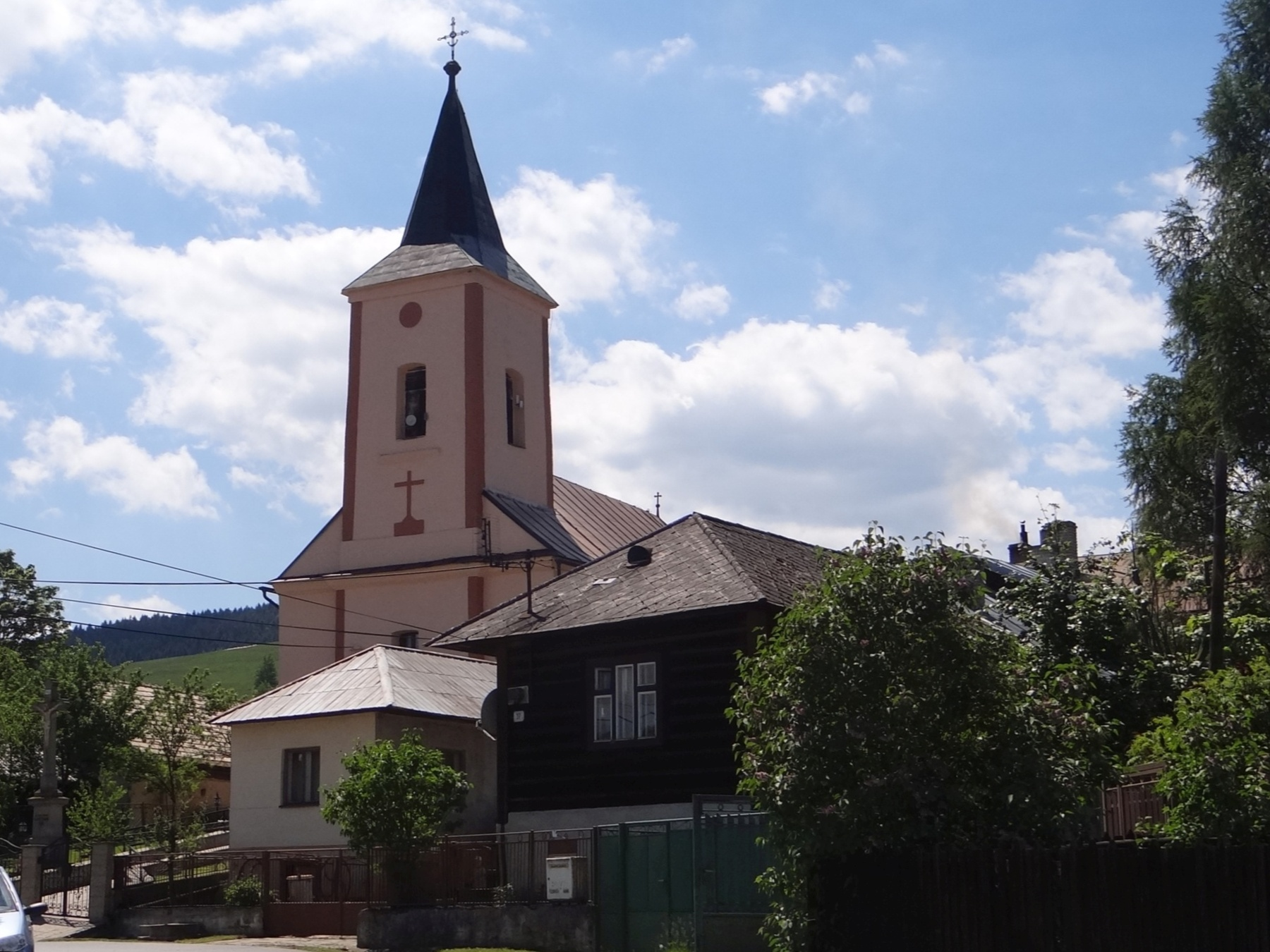
Kościół
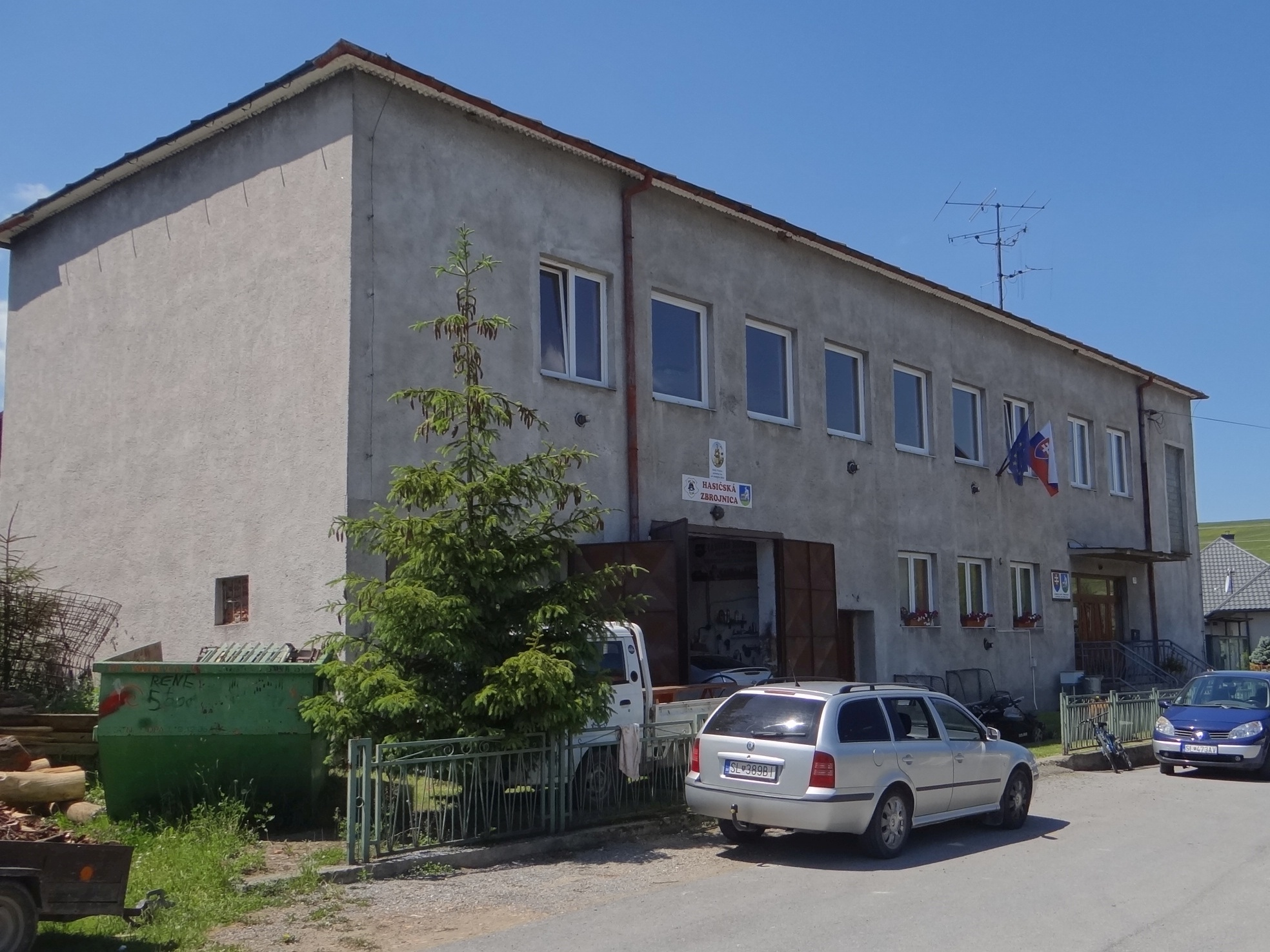
Remiza
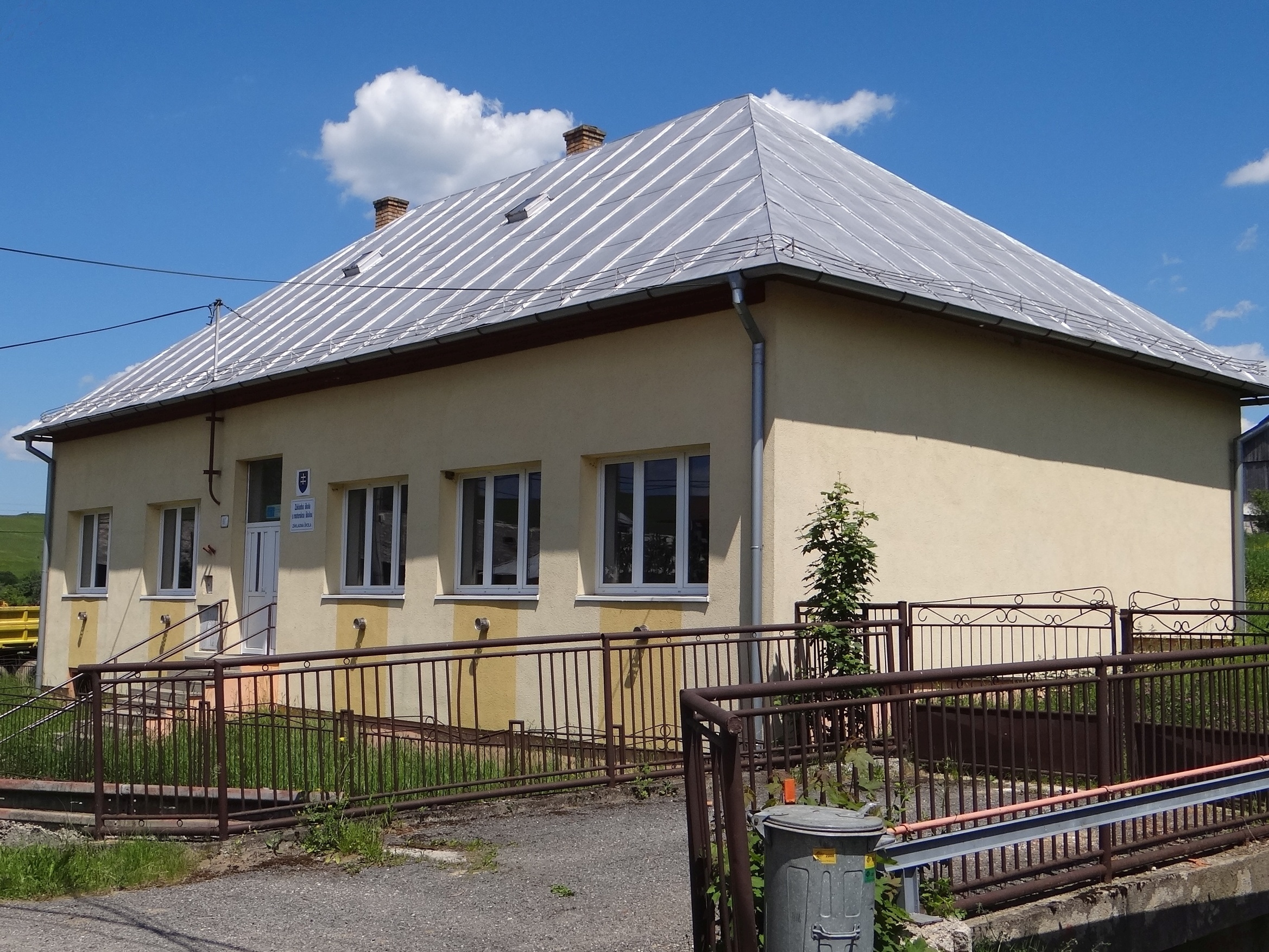
Szkoła